# 컬러 퍼플 (2023년 영화)
"컬러 퍼플"(영어: The Color Purple)은 2023년 개봉한  미국의 뮤지컬, 성장, 시대극 영화로, 블리츠 더 앰배서더가 감독을 맡았다.